# Âge d'argent des comics
Vous lisez un « article de qualité » labellisé en 2016.  Il fait partie d'un « thème de qualité ».
Pour les articles homonymes, voir Âge d'argent.
L'âge d'argent des comics (Silver Age of Comics) est une période de l'histoire de la bande dessinée américaine où le succès commercial des principaux comic books s'accompagne de diverses évolutions artistiques. C'est le retour des comics de super-héros — alors passés de mode depuis plusieurs années — qui marque le début de la période. Succédant à l'âge d'or des comics, et à une période intermédiaire dans la première moitié des années 1950, l'âge d'argent recouvre le laps de temps allant de 1956 à la fin des années 1960. Il laisse ensuite la place à la période suivante, appelée l'âge de bronze, à laquelle succède ensuite l'âge moderne. Un certain nombre d'auteurs importants ont contribué à la première partie de l'époque, notamment les scénaristes Stan Lee, Gardner Fox, John Broome et Robert Kanigher, et les dessinateurs Curt Swan, Jack Kirby, Gil Kane, Steve Ditko, Carmine Infantino, John Buscema et John Romita, Sr. À la fin de l'âge d'argent, une nouvelle génération d'auteurs arrive sur le devant de la scène, parmi lesquels des scénaristes comme Denny O'Neil, Mike Friedrich, Roy Thomas, ou Archie Goodwin et des dessinateurs tels que Neal Adams ou Jim Steranko.
Après la Seconde Guerre mondiale, les comics de super-héros perdent leur lectorat au profit des comics d'horreur, des crime comics et des comics romantiques. Dans les années 1950, ces trois genres disparaissent à leur tour. De nombreux éditeurs sont alors dans la tourmente, avec l'instauration d'une instance de régulation qui, de fait, oblige les éditeurs à se censurer. Puis, c'est la disparition de la première société de distribution qui fragilise encore plus la profession. Il faut attendre 1956 pour que renaissent les comics de super-héros avec l'apparition d'une nouvelle version de Flash, dans Showcase no 4 (octobre 1956) publié par DC Comics. Bientôt suivie par la recréation de nombreux héros et le regroupement de plusieurs d'entre eux au sein de la Ligue de justice d'Amérique, cette résurrection est le point de départ de l'âge d'argent. D'autres éditeurs essaient alors de copier DC et c'est Marvel, sous la direction de Stan Lee, qui y parvient le mieux en lançant Les Quatre Fantastiques dans Fantastic Four no 1, publié en août 1961.
Cette période est aussi marquée par la chute du plus important des éditeurs de comics américain, Dell Comics, dont les ventes sont divisées par quatre entre le début des années 1950 et les années 1960, tandis que d'autres éditeurs tirent leur épingle du jeu comme Archie Comics, ainsi que des nouveaux comme Warren Publishing. Par ailleurs, les années 1960 sont celles aussi de la naissance de la bande dessinée underground, qui s'attaque violemment à la société américaine avec des auteurs comme Robert Crumb. Ces comics underground imposent leur propre modèle économique, alors que celui de la bande dessinée conventionnelle bouge peu par rapport à la période de l'âge d'or. En revanche, les conventions stylistiques des scénarios et des dessins sont rejetées par des auteurs innovants comme Stan Lee et Carmine Infantino, et des dessinateurs comme Jack Kirby et Gene Colan. Alors que la société américaine évolue, les aspects formels changent également. Les messages véhiculés par ces œuvres demeurent cependant conservateurs, et il faut attendre la fin de la période pour que la bande dessinée américaine grand public connaisse sur ce point une véritable évolution.

## Origine du terme
Selon l'historien des comics Michael Uslan, la plus ancienne occurrence de l'expression « âge d'argent » (Silver Age) se trouve dans le courrier des lecteurs du Justice League of America no 42 daté de février 1966. Scott Taylor, un lecteur de Westport, dans le Connecticut, écrit : « Si vous continuez à ressusciter les héros de l'Âge d'or [des années 1930-40], dans 20 ans les gens appelleront cette décennie les Sixties d'argent ! » Les autres fans s'approprient rapidement ce clin d'œil aux « Swinging Sixties » et l'expression « âge d'argent » supplante, chez les lecteurs et jusque chez les détaillants, les expressions synonymes « second âge héroïque des comics » et « âge moderne des comics ».

## Histoire

### L'âge d'or
L'âge d'or des comics débute en 1938 avec la parution du premier numéro d'Action Comics, dans lequel apparaît pour la première fois le personnage de Superman. Cette période couvre toute la Seconde Guerre mondiale, durant laquelle la bande dessinée de divertissement fournit de l'évasion bon marché et jetable pour tous, quels que soient l'âge et le sexe. De nombreux super-héros sont créés durant cet âge d'or, notamment Superman, Batman et Wonder Woman chez DC Comics, Captain Marvel chez Fawcett Comics, et Captain America chez Timely Comics.
Bien que les comic books rencontrent un grand succès commercial, avec des ventes de plusieurs millions d'exemplaires pour certains titres, ils sont de plus en plus critiqués après la guerre, et sont notamment accusés de favoriser la montée de la délinquance juvénile. Cette accusation est infondée, puisqu'il a été depuis démontré que cette hausse était directement proportionnelle à celle de la démographie. Elle se fait cependant virulente et trouve de nombreuses voix pour la porter. Le fait que des mineurs délinquants disent lire des bandes dessinées est notamment pris comme un dénominateur commun. Le psychologue Fredric Wertham reprend cette idée dans son livre Seduction of the Innocent, publié en 1954. Dans cet ouvrage, qui connaît à l'époque un grand retentissement, Wertham attribue le comportement des jeunes délinquants aux lectures de ces derniers, évacuant au passage la responsabilité du milieu familial.
La même année, alors qu'une sous-commission sénatoriale enquête sur ces supposés liens entre la lecture de comics et la montée de la délinquance juvénile, les éditeurs de comics décident la création d'un organe d'auto-censure. Craignant l'instauration d'une censure d'État, ils créent la Comics Code Authority afin de réglementer et limiter la violence dans la bande dessinée. Dès lors, les comics policiers ou d'horreur ne sont plus distribués, ce qui entraîne la disparition de plusieurs titres et d'éditeurs importants comme EC Comics. La faillite de ces éditeurs provoque celle de sociétés de distribution, qui entraînent elles-mêmes d'autres éditeurs dans leur chute.

### La période intermédiaire

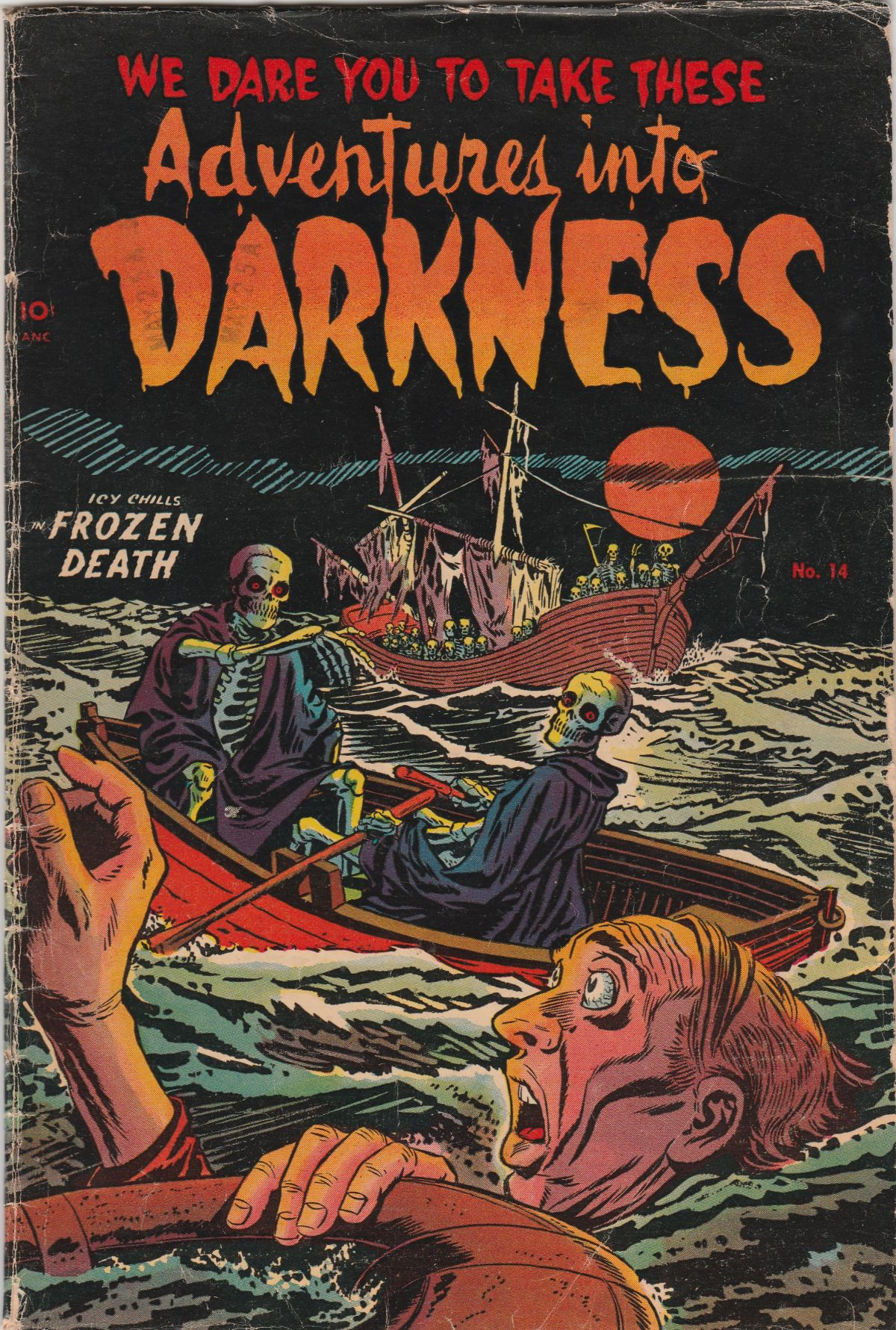
Exemple de comics d'horreur - Adventures Into Darkness #14.

Les années 1954-1956 constituent une période intermédiaire, parfois surnommée l'« âge atomique » : de nombreux succès de l'âge d'or ont alors cessé de paraître, mais ils n'ont pas encore été remplacés. Ce sont des années de crise, qui voient de nombreuses maisons d'édition cesser leurs activités. Les comics de romance, d'horreur et de crime ont disparu ou ne sont que l'ombre de ce qu'ils étaient auparavant, tandis que les comics de super-héros ne sont plus qu'une minorité. Il y a bien des tentatives pour raviver ou créer des super-héros comme Captain Comet, qui fait ses débuts dans Strange Adventures no 9 en juin 1951 et que l'éditorialiste de Comic Book Resources Steven Grant présente comme le premier super-héros de l'âge d'argent, ou encore Fighting American, créé en 1954 par les auteurs de Captain America Joe Simon et Jack Kirby, mais il ne connaît que neuf numéros. En publiant le Young Men Comics no 24 de décembre 1953, Atlas Comics (anciennement Timely Comics) essaie de relancer ses héros de l'âge d'or (Captain America, la Torche Humaine et Namor), mais ces tentatives de ressusciter les super-héros sont éphémères et ne connaissent pas de succès commercial. De guerre lasse, Atlas Comics sort son dernier titre de super-héros, un numéro de Submariner Comics, en octobre 1955.

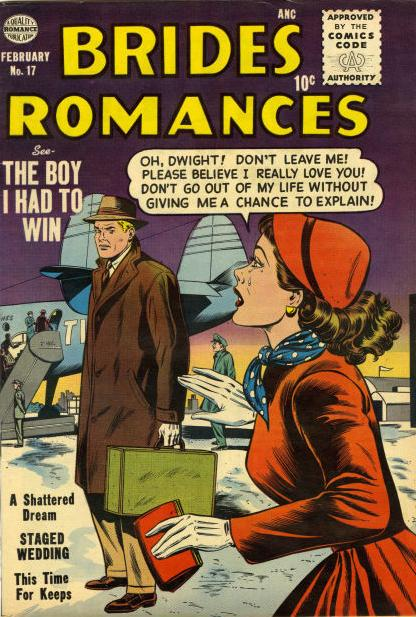
Exemple de comic romantique - Brides Romances no 17.

D'autres maisons d'éditions tentent aussi de lancer des comics de super-héros, sans plus de succès. Ainsi Charlton Comics en mars 1956 publie le premier numéro de Nature Boy créé par Jerry Siegel et John Buscema mais arrête le titre après seulement cinq numéros.
L'instauration du Comics Code est la première épreuve que doivent subir les éditeurs, mais s'y ajoute une seconde en 1956, lorsque la société de distribution American News Company, la plus importante du secteur au niveau national, cesse toute activité. Pour des raisons difficiles à cerner, cette société florissante décide brusquement de ne plus distribuer de magazines, ce qui oblige les éditeurs à chercher rapidement d'autres distributeurs. Ces derniers en profitent pour imposer des conditions défavorables aux éditeurs. Le cas d'Atlas Comics est, à cet égard, particulièrement connu. En 1955, c'est encore une des maisons d'éditions de comics les plus importantes du pays, qui publie 85 magazines. L'année suivante, Martin Goodman décide de ne plus distribuer ses propres comics et préfère déléguer ce travail à American News Company. Lorsque American News disparaît, à peine six mois plus tard, Goodman est obligé de confier la distribution de ses comics à Independent News, une filiale de DC Comics. Le contrat entre les deux parties est léonin, car il impose à Atlas Comics de ne publier que 8 comics par mois. Goodman et Stan Lee, qui est le responsable éditorial, choisissent alors de publier 16 bimensuels, principalement des comics de western, de romance et de guerre.
Néanmoins, d'autres maisons d'édition traversent ces crises sans difficultés majeures. La plus importante de l'époque, Dell Comics, continue à vendre des comics à plus d'un million d'exemplaires. Le propriétaire de Dell, George T. Delacorte, a toujours refusé de publier des comics d'horreur ou de crime, favorisant les bande dessinées inoffensives pour les plus jeunes. Les publications Dell se composent ainsi d'adaptations de films, de reprises de comic strips ou d'histoires mettant en scène des animaux anthropomorphes issus de dessins animés. Celles qui rencontrent le meilleur succès sont les bandes dessinées reprenant les personnages de Walt Disney dans Walt Disney's Comics and Stories et les westerns. Après les films, ce sont les séries télévisées telles que Gunsmoke en 1956 ou Maverick en 1958 qui sont adaptées chez Dell. Lorsque American News cesse de distribuer les comics, Dell en profite pour fonder sa propre société de distribution, ce qui les met à l'abri de la crise qui touche les autres éditeurs.

### Renaissance des super-héros

#### DC Comics
Alors que les éditeurs font plus ou moins facilement face aux crises rapprochées que sont l'instauration du Comics Code et la disparition de American News Company, l'éditeur DC Comics, qui publie toujours les aventures de Superman, Batman et Wonder Woman, tente de relancer les super-héros, en commençant avec l'apparition du Limier Martien (Martian Manhunter) dans le no 225 de Detective Comics (novembre 1955). Certains historiens considèrent ce personnage comme le premier super-héros de l'âge d'argent. Toutefois, l’historien des comics Craig Shutt, auteur de la colonne Ask Mister Silver Age dans le Comics Buyer's Guide, n'est pas d'accord. D'après lui, le Limier Martien appartient plutôt à la catégorie des « drôles de détectives », qui utilisent leurs capacités particulières pour résoudre des crimes. DC compte plusieurs personnages similaires à l'époque : « détectives de télévision, détectives indiens, détectives surnaturels et animaux détectives ». Shutt considère que le Limier Martien ne devient un super-héros que dans le no 273 de Detective Comics (novembre 1959), quand il reçoit son identité secrète et toute la panoplie qui l'accompagne. D'après lui, le Limier Martien n'avait pas le potentiel d'inaugurer une nouvelle ère pour les comics de super-héros.

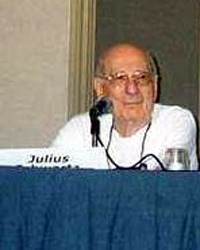
Julius Schwartz (photographié en 2002), une figure emblématique de DC lors de l'âge d'argent.

Le no 225 de Detective Comics n'est donc généralement pas considéré comme le premier comics de l'âge d'argent. Cet honneur revient au quatrième numéro de Showcase, daté d'octobre 1956, dans lequel apparaît une nouvelle version du super-héros Flash,. Le critique Will Jacobs considère que ce numéro marque une véritable rupture en termes de qualité par rapport aux trois super-héros historiques de DC : un Superman disponible « en grandes quantités, mais de piètre qualité », un Batman se portant mieux, mais clairement « routinier » par rapport à ses aventures des années 1940, et une Wonder Woman qui, en perdant ses créateurs, a perdu ce qui faisait son charme. La couverture du Showcase no 4 est restée célèbre : elle montre Flash courant si vite qu'il s'échappe d'une pellicule de film. La renaissance de ce personnage est l'œuvre de l'éditeur Julius Schwartz, du scénariste Gardner Fox et du dessinateur Carmine Infantino. Robert Kanigher écrit les premières histoires de ce nouveau Flash, et John Broome en scénarise également beaucoup durant les premières années,.
Après le succès de Showcase no 4, plusieurs autres super-héros des années 1940 reviennent sous l'égide de Schwartz, mais dans des versions remaniées. Un nouveau Green Lantern est créé dans le no 22 de Showcase par John Broome au scénario et Gil Kane au dessin. Gil Kane participe aussi au retour d'Atom dans le no 34 de cette même revue. Hawkman revient peu après avec des scénarios de Gardner Fox et des dessins de Joe Kubert, qui avaient déjà travaillé ensemble sur le personnage durant l'âge d'or. Ces héros ne correspondent à leurs antécédents que de manière superficielle : ils ont le même nom, mais les costumes, les identités secrètes et le cadre de leurs aventures changent. Pour justifier leurs pouvoirs, les scénaristes ont plutôt recours à la science qu'à la magie, qui était l'explication la plus courante dans les années 1930. Ainsi, le Green Lantern de l'âge d'or, l'ingénieur de chemin de fer Alan Scott, possédait un anneau alimenté par une lanterne magique. Son remplaçant de l'âge d'argent, le pilote d'essai Hal Jordan, possède lui aussi un anneau, mais le sien est alimenté par une batterie extraterrestre, et ces deux objets sont l'œuvre d'une force de police intergalactique. C'est Julius Schwartz, grand fan de science-fiction, qui est à l'origine de cette évolution du personnage.
1956 est donc une année importante pour DC, puisqu'elle voit la recréation des anciennes gloires de l'éditeur. Elle voit également le rachat d'un ancien concurrent : la maison d'édition Quality Comics. DC devient ainsi propriétaire de plusieurs héros comme Blackhawk, Plastic Man de Jack Cole ou encore Uncle Sam.
En 1960, dans le no 28 de The Brave and the Bold Flash et Green Lantern s'associent au Limer Martien, à Wonder Woman et à Aquaman pour former la Ligue de justice d'Amérique (Justice League of America), une association de super-héros qui constitue une nouvelle version de la Société de justice d'Amérique de l'âge d'or. Batman et Superman en sont également membres, même si leurs apparitions sont, dans un premier temps, réduites à des caméos. La Ligue est si bien accueillie par les lecteurs qu'elle reçoit en 1961 sa propre série, qui connaît les meilleures ventes de l'année pour un nouveau comics.

#### Marvel Comics

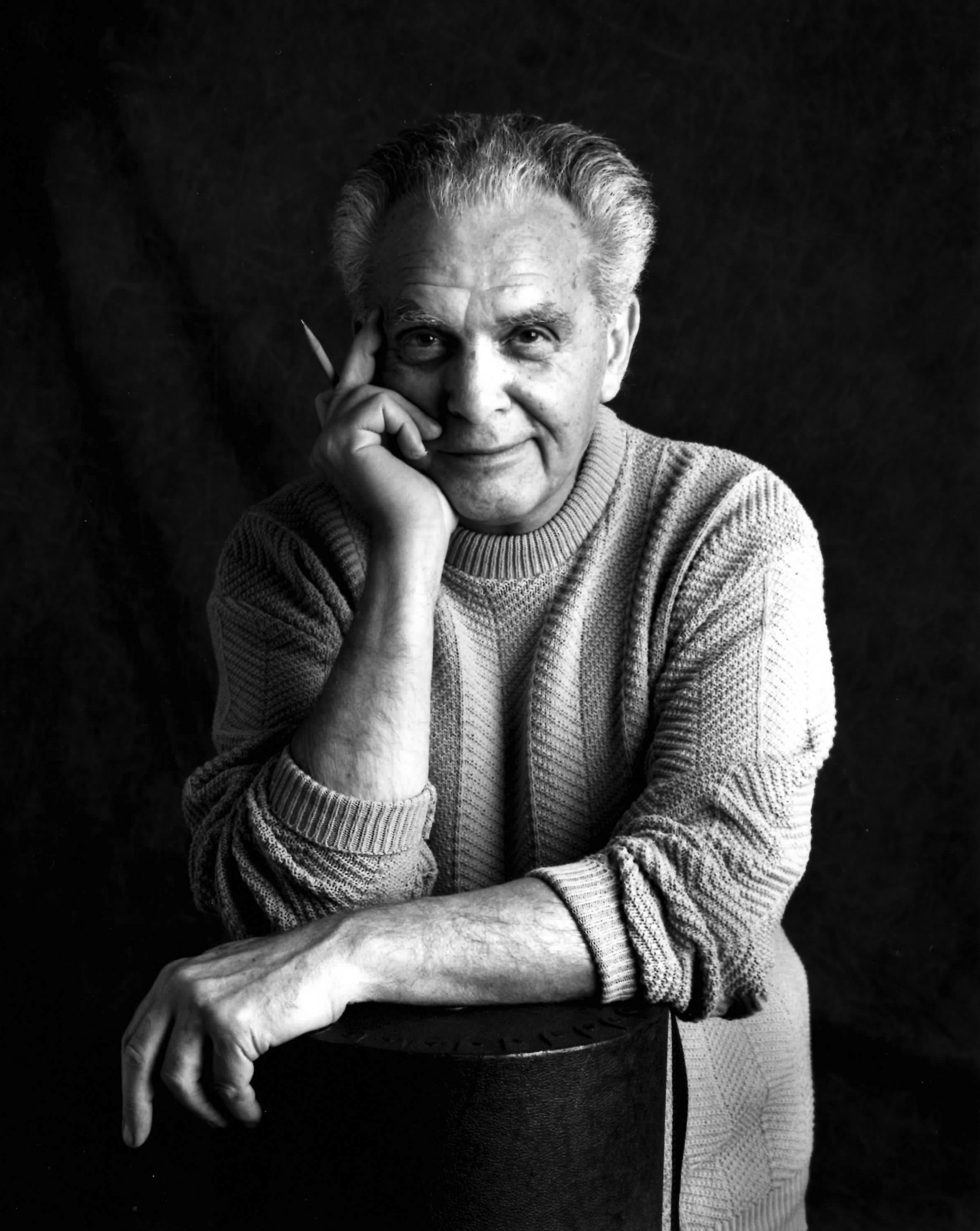
Jack Kirby (photographié en 1992), cocréateur des 4 fantastiques, Thor, Hulk, etc.

Le succès du retour des super-héros chez DC Comics est remarqué chez la concurrence, et notamment chez l'ex-Atlas Comics, rebaptisé Marvel Comics,. Lorsqu'en 1961 le comic book Justice League of America devient le numéro 1 des ventes de comics, le propriétaire de Marvel, Martin Goodman, demande à Stan Lee — qui est alors le dernier salarié à plein temps de l'entreprise — d'écrire une série mettant en scène une équipe de super-héros. Lassé d'écrire des histoires de monstres, Lee s'apprêtait alors à quitter le monde de l'édition. Il accepte le travail que lui confie Martin Goodman mais, sur les conseils de son épouse, il apporte à son scénario des éléments d'originalité qui tranchent avec les conventions héritées de l'âge d'or. À partir de Fantastic Four no 1, publié en août 1961, Lee s'attache à décrire des héros qui ne sont ni parfaits ni impavides. Ils peuvent avoir des doutes, perdre leur sang-froid, ou se quereller entre eux : d'une manière générale, les personnages connaissent les mêmes émotions que les humains normaux. Le scénario est servi par le dessin de Jack Kirby qui depuis 1959 travaille de nouveau pour Atlas. Avec Joe Simon il y avait créé Captain America en 1940, quand la société s'appelait encore Timely, mais il avait claqué la porte en 1942 après un différend avec Goodman.
Lee et Kirby commencent ainsi à créer plusieurs séries à succès à partir de cette idée : montrer des héros aux pouvoirs prodigieux qui affrontent le mal, tout en étant confrontés aux difficultés de la vie quotidienne que connaissent également les lecteurs. Après les Quatre Fantastiques, c'est la création de Hulk, Thor, l'Homme-fourmi (Ant-Man) et des Vengeurs (The Avengers), ainsi que la résurrection de Captain America. Les héros des différentes séries se rencontrent couramment — nettement plus que chez DC — au sein d'un univers Marvel que Stan Lee conçoit comme cohérent. Si Jack Kirby travaille très vite, il ne peut tout dessiner et Stan Lee doit faire appel à d'autres dessinateurs pour mettre en images ses séries à succès. Kirby participe souvent à la création des héros avant de laisser la main à un autre dessinateur. Spider-Man, dessiné par Steve Ditko, apparaît dans les pages du dernier numéro d'Amazing Fantasy, en 1962. L'année suivante, Iron Man fait sa première apparition sous le pinceau de Don Heck.
Les idées scénaristiques de Stan Lee contribuent à donner de Marvel l'image d'un éditeur plus innovant et audacieux et à le rendre plus populaire auprès des aspirants auteurs de comics, bien que DC demeure, au milieu des années 1960, dominant en termes de ventes.

### Autres éditeurs

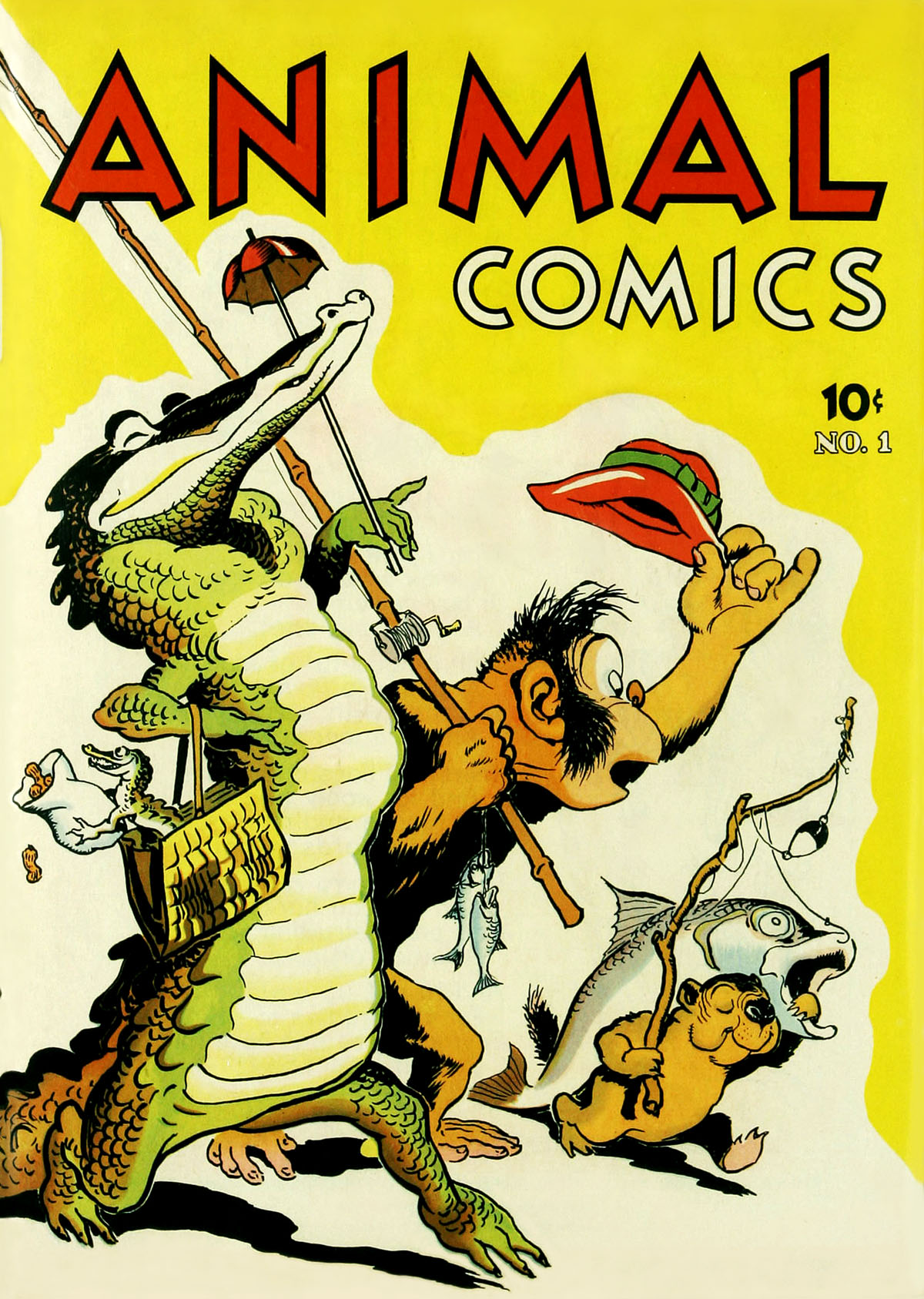
Couverture du premier numéro d'Animal Comics en 1942

Au début de l'âge d'argent, l'éditeur Dell Comics reste l'éditeur le plus important du marché, devant DC et Marvel. Ses comics, qui reprennent des personnages existant par ailleurs, atteignent régulièrement le million d'exemplaires vendus ; Walt Disney's Comics and Stories se vend constamment à plus de 3 millions d'exemplaires durant l'année 1953. En 1955, Dell publie plus de la moitié des comics qui paraissent aux États-Unis. Cette période faste cesse néanmoins dans la deuxième partie des années 1950, comme l'illustre la baisse régulière des ventes de Walt Disney's Comics and Stories : au début des années 1960, elles ne représentent plus que la moitié de celles du début des années 1950. La décision d'augmenter le prix des comics de 10 à 15 cents, censée limiter les pertes, s'avère contre-productive en entraînant une chute des ventes encore plus importante.

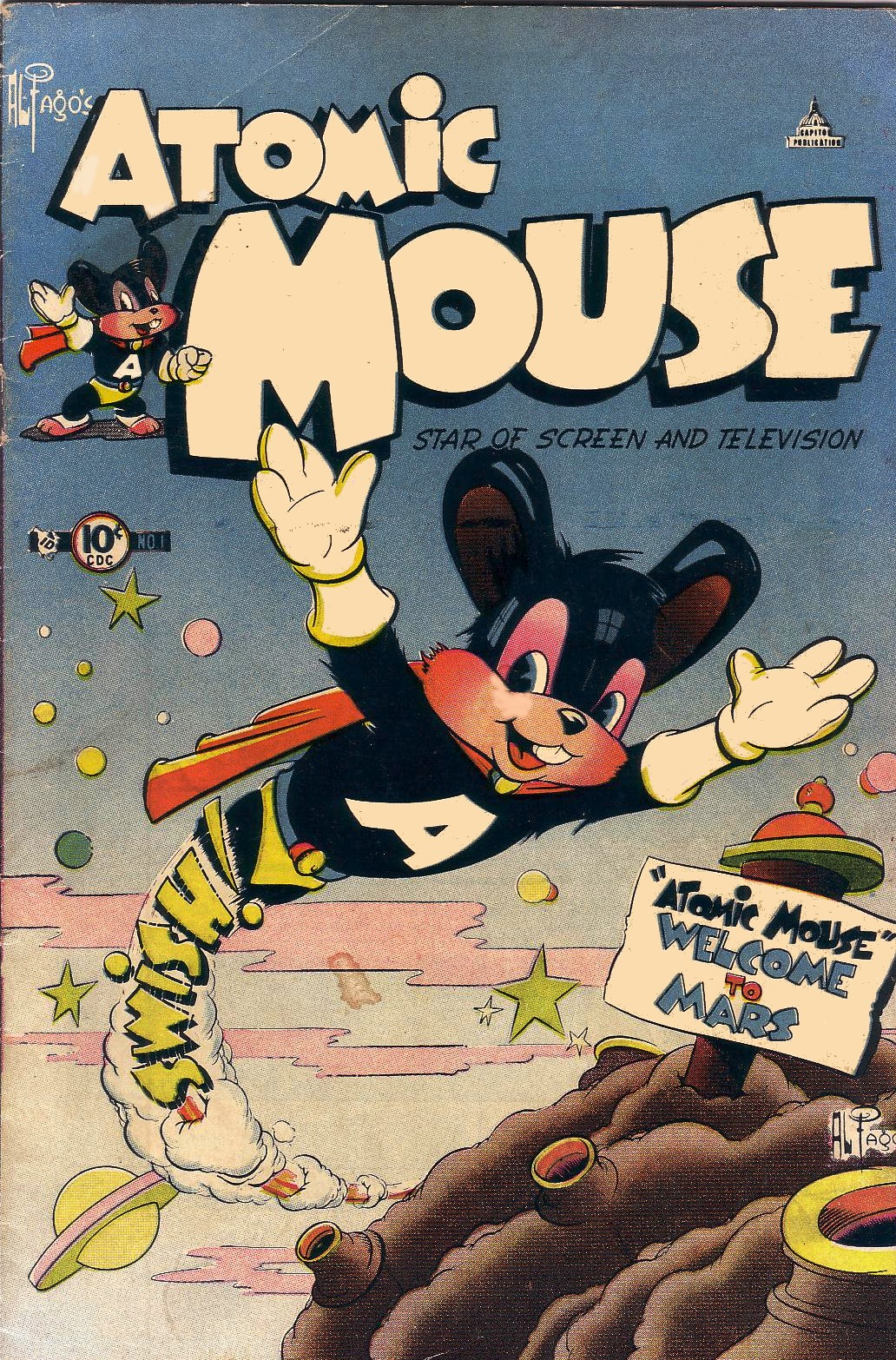
Couverture du premier numéro d'Atomic Mouse publié en mars 1953 par Charlton Comics

Ces difficultés financières précipitent la rupture de l'accord entre Dell Comics, qui finançait et tenait le rôle éditorial en choisissant les séries à publier, et la Western Publishing, société détentrice des droits sur les personnages adaptés. Celle-ci préfère en 1962 créer sa propre maison d'édition de comics : Gold Key Comics. Les deux entreprises continuent à publier des adaptations de séries télévisées, mais aussi des créations originales. Plusieurs personnages de Gold Key (Magnus, Robot Fighter, 4000 AD, Doctor Solar, Man of the Atom, Turok) sont repris dans les années 1990 par Valiant Comics. Par ailleurs, les comics Gold Key, même s'ils ne parviennent pas à atteindre les chiffres de vente passés, connaissent encore le succès. Ainsi la série Des agents très spéciaux figure en 1967 à la onzième place des ventes dans un classement dominé par les comics de Batman et Superman.
En 1959, Harvey Comics rachète l'intégralité des droits des personnages possédés par Famous Studios, qui étaient jusqu'alors seulement licenciés auprès de Harvey. Les quelques tentatives de diversification des années 1960 se soldent par des échecs, et les responsables de Harvey préfèrent ensuite se cantonner au genre qui leur réussit, le comics pour enfants. Ils cessent d'acheter des licences de personnages existants et se contentent de ceux dont ils sont propriétaires. Archie Comics fait de même en se concentrant sur ses comics humoristiques mettant en scène des adolescents, dont le plus célèbre est Archie Andrews. Les ventes des comics d'Archie se maintiennent à un niveau élevé, avec un peu plus de 480 000 exemplaires par mois en 1967, soit la cinquième place des ventes sur l'année. Archie Comics tente néanmoins de profiter de l'engouement pour les super-héros en créant de nouveaux personnages comme The Fly de Joe Simon et Jack Kirby en 1959, ou bien en relançant des super-héros de l'âge d'or comme The Shield. Ces séries ne connaissent cependant pas un grand succès et ont toutes disparu en 1967.
Au début des années 1950, Charlton Comics, après avoir racheté les droits de séries abandonnées par des éditeurs en faillite, lance de nombreux comics dont aucun ne dure. Ces séries ne présentent guère d'intérêt et les auteurs, très mal payés, ne cherchent pas à produire des œuvres de qualité. Lorsque Atlas Comics, à cause de la disparition d'American News Company, est amené à se séparer de nombreux auteurs, certains sont engagés par Charlton, comme Wally Wood, John Severin ou John Buscema. Ils n'y restent pas longtemps avant de retrouver ailleurs des contrats à la hauteur de leur talent. Cette production, généralement de faible niveau, persiste tout au long de l'âge d'argent. Quelques comics sortent néanmoins du lot, notamment la ligne de super-héros Action Heroes créée en 1965 par Dick Giordano, le nouveau rédacteur en chef de Charlton. Steve Ditko en dessine plusieurs histoires, mais le succès n'est pas au rendez-vous et les comics de super-héros sont abandonnés en 1967. Dick Giordano quitte l'année suivante Charlton pour DC et emmène avec lui de nombreux dessinateurs. Charlton revient alors à sa production classique : suivre les modes et limiter autant que possible les coûts de production.

### Comic strips et magazines de bandes dessinées

#### Comic strips
Durant cette période, les comic strips perdent de leur importance dans les journaux et la place qui leur est accordée diminue. En outre, les strips humoristiques commencent à supplanter les autres genres, comme les séries d'aventure. Parmi les séries à succès de l'époque, on trouve Blondie, les Peanuts et Pogo, qui abandonne alors le format comic book sous lequel il est apparu et n'est plus alors publié que sous forme de strip.

#### Magazines

##### Mad et ses imitateurs
Depuis 1952, EC Comics publie Mad, d'abord au format comic book, puis au format magazine à partir du no 24 en 1955. Harvey Kurtzman, créateur et rédacteur en chef des premiers numéros, quitte le magazine en avril 1956. Son remplaçant, Al Feldstein, parvient à faire du magazine un énorme succès avec des ventes constamment supérieures au million d'exemplaires. Mad accueille alors Don Martin, Antonio Prohías, créateur, à partir de 1960, de la série Spy vs. Spy, Dave Berg, qui à partir de 1961 dessine sa série The Lighter Side, et Sergio Aragonés en 1962.
Peu après les débuts de Mad, des imitations apparaissent. La plupart ont une durée de vie fort brève (Nuts ne connaît que deux numéros, Zany quatre, etc.) mais certains, comme Cracked parviennent à s'imposer. John Severin, un autre ancien d'EC Comics qui travailla avec Kurtzman est l'un des principaux contributeurs de ce magazine. En 1960, Sick, publié par Crestwood Publications et dirigé par Joe Simon, commence lui aussi une carrière durable,.

##### Warren Publishing

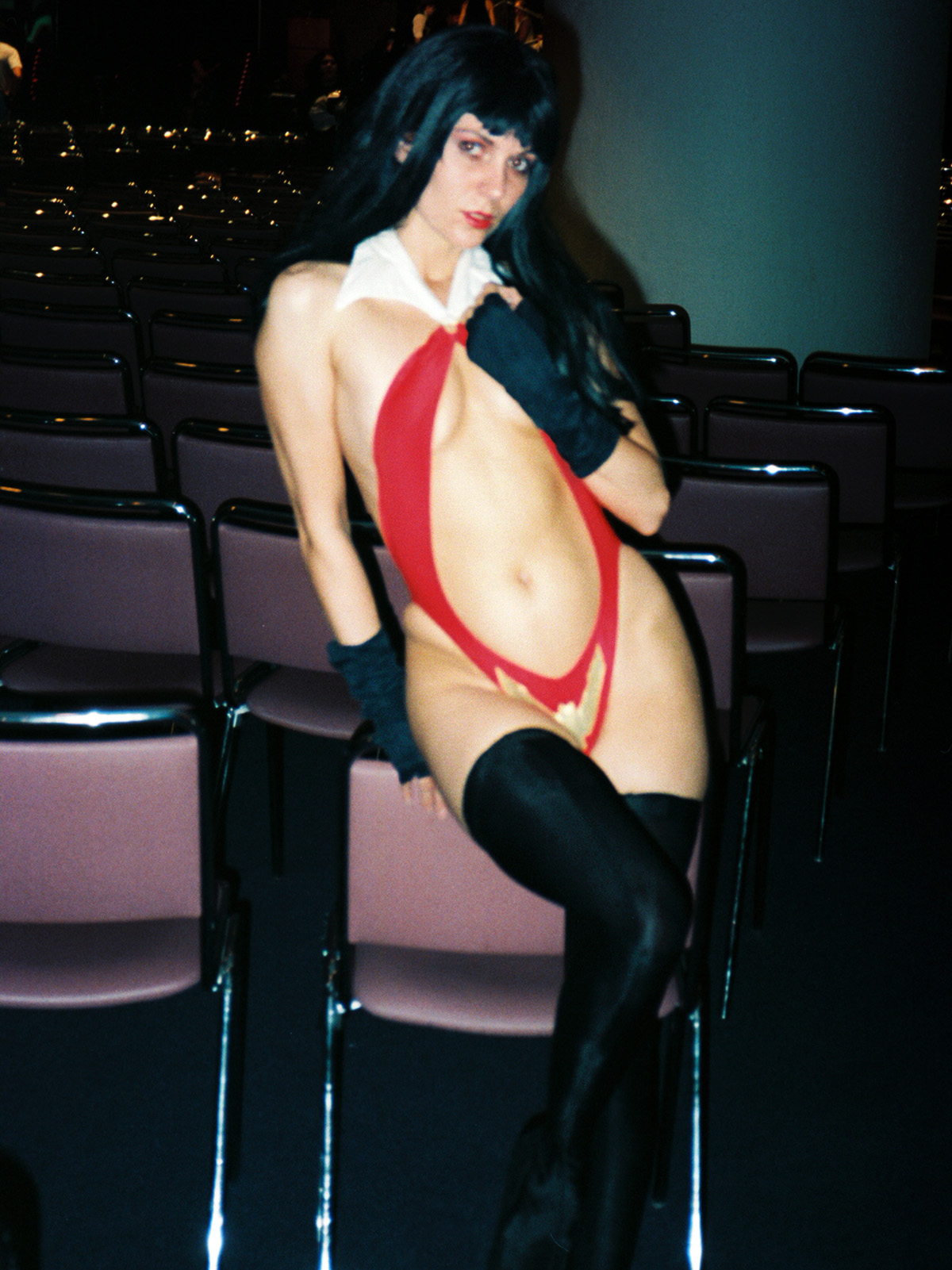
Cosplay de Vampirella

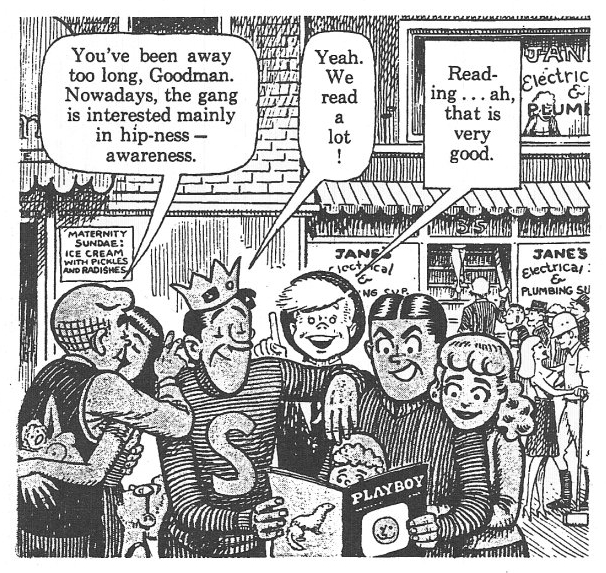
extrait de Goodman Goes Playboy publié dans Help! d'Harvey Kurtzman et Will Elder

Warren Publishing est fondé en 1958 par James Warren et publie, à ses débuts, un magazine consacré aux monstres de cinéma nommé Famous Monsters of Filmland. Le succès de cette revue amène la création de Favourite Western of Filmland dont le rédacteur en chef est Harvey Kurtzman. Après l'arrêt de ce magazine, Kurtzman devient responsable d'un nouveau magazine humoristique intitulé Help!. Bien qu'il ne soit pas exclusivement un magazine de bande dessinée, plusieurs auteurs comme Jack Davis et Will Elder, deux anciens dessinateurs ayant travaillé pour EC Comics comme Kurtzman, y publient des strips. Après le remplacement de Gloria Steinem par Chuck Alverson au poste de rédacteur adjoint, le nombre de bandes dessinées présentes augmente. De nouvelles figures apparaissent comme Gilbert Shelton, Robert Crumb ou Skip Williamson, futurs vedettes des comics underground. Warren Publishing édite par la suite Famous Films, un autre magazine où la bande dessinée est très présente avec des dessinateurs comme Wally Wood et Joe Orlando, deux autres anciens de EC. James Warren décide alors de publier davantage de magazines de bande dessinée : Creepy débute en 1964 et Eerie en 1966. Ces deux magazines sont constitués de récits d'horreur dans la tradition de ceux publiés par EC, et l'on y retrouve les noms de plusieurs dessinateurs issus de cette compagnie. Le responsable éditorial de Warren Publishing est alors Archie Goodwin, qui est également un des principaux scénaristes. Son départ, en 1967, et des soucis financiers mettent en difficulté l'entreprise, mais la création d'un nouveau magazine, intitulé Vampirella, permet à Warren Publishing de retrouver des couleurs et d'aborder la nouvelle décennie avec optimisme.
Un autre éditeur publie aussi des récits d'horreur : Eerie Publications. Ses magazines sont néanmoins de bien moindre qualité que ceux de Warren. La plupart des récits sont des rééditions issus des fonds d'éditeurs disparus. Le propriétaire d'Eerie, Myron Fass, rachète les planches ou les clichés utilisés pour imprimer les comics et les fait redessiner en ajoutant le plus possible d'éléments horribles, faisant tendre ces magazines vers le gore. Moins importante que Warren Publishing, Eerie Publications parvient toutefois à se maintenir de 1966 à 1981. C'est surtout pendant l'âge de bronze des comics qu'elle est active.

### Comics underground

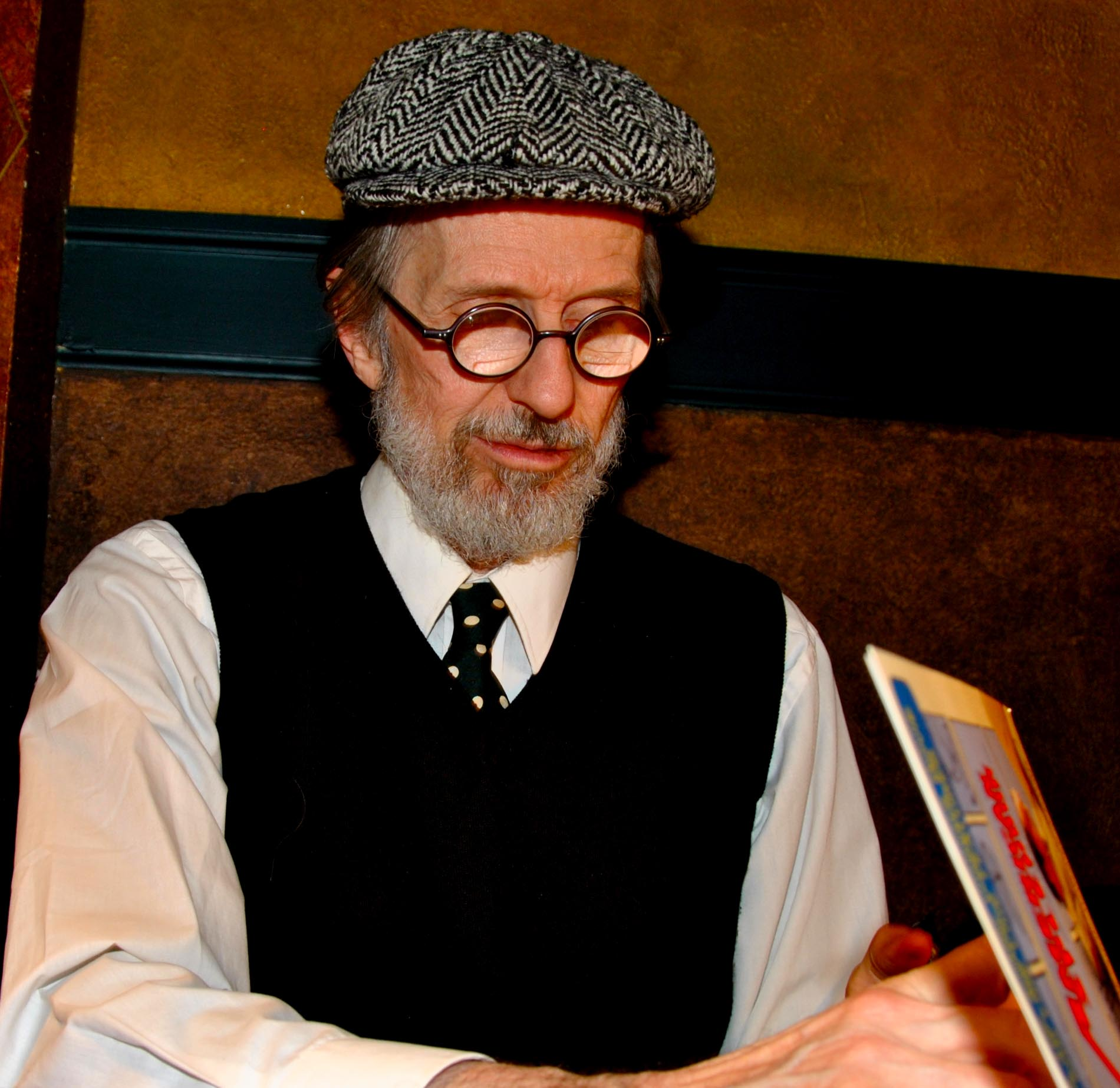
Robert Crumb en 2010

Les comics underground (surnommés comix), généralement publiés en noir et blanc, avec une couverture en couleurs sur papier glacé, reflètent la contre-culture de l'époque,,. Au contraire des publications de DC ou Marvel qui visent un lectorat d'enfants ou d'adolescents, les comics underground s'adressent à des adultes ; ils se différencient des autres bandes dessinées par la critique sociale et politique qui forme la base de leurs discours, par leur évocation souvent très franche de la sexualité, ainsi que par leur mode de production et de diffusion : ils sont l'œuvre d'un artiste unique et sont, à l'origine, édités dans de faibles tirages pour une distribution confidentielle.
La nouveauté représentée par les comics underground a pu pousser certains historiens de la bande dessinée américaine à les considérer comme l'évènement le plus intéressant de la période, et à dédaigner les comics plus grand public de l'âge d'argent au détriment de ceux de l'âge d'or. Un critique suggère que la « légitimité » artistique des bande dessinées underground est liée à leur mode de production : étant le fruit du travail d'un seul individu, ce sont eux qui correspondent le mieux à l'idée (fausse) que se fait le grand public de la création des strips de presse. Même si de nombreux artistes professionnels produisent de cette manière leurs comics, y compris durant l'âge d'argent, les comics underground de Robert Crumb et Gilbert Shelton se distinguent nettement de cette production ; un historien les décrit comme « du Ça brut couché sur le papier ».
Dès 1959, Gilbert Shelton dessine les aventures de Wonder Wart-Hog (en français, Super Phacochère). Les premières bandes dessinées de contre-culture ne possèdent pas encore de titres à elles et paraissent dans des journaux underground comme le East Village Other (où publient Vaughn Bodé, Spain Rodriguez et Willy Murphy) ou dans des fanzines. En 1964, Jack Jackson publie (sous le pseudonyme de Jaxon) ce qui est considéré comme le premier comics underground, God Nose imprimé à 1 000 exemplaires. Les principaux points de rencontre des auteurs de comix sont alors Austin, au Texas, et la Californie. Leurs productions sont éditées et diffusées de manière confidentielle, et ils dépendent du soutien des propriétaires de magasins spécialisés dans la contre-culture ou des tout premiers magasins de comics, comme celui de Gary Arlington à San Francisco, ouvert en 1968. L'accès à ces œuvres ne se fait donc pas par l'intermédiaire des kiosques, mais par un circuit de distribution parallèle relayé par la diffusion sur les campus. Cela implique une impression en quantité limitée, ce qui n'empêche pas ces comics d'avoir une influence importante.
Les comix sont le moyen pour de nombreux auteurs de diffuser leurs bandes dessinées. Parmi ceux-ci, on trouve on trouve Robert Crumb qui publie en 1967 Zap Comix. Le premier numéro est imprimé à 5 000 exemplaires, distribués dans des head shops et chez des disquaires. Cela encourage la même année Jay Lynch et Skip Williamson à publier un comics nommé Bijou Funnies qui remplace du magazine Chicago Mirror qu'ils éditaient. Le succès de ces comix entraîne la création des premières maisons d'édition spécialisées dans ce genre. Tout à la fin des années 1960, alors que les comics traditionnels s'essoufflent, les comics underground connaissent leur âge d'or.

### De l'âge d'argent à l'âge du bronze

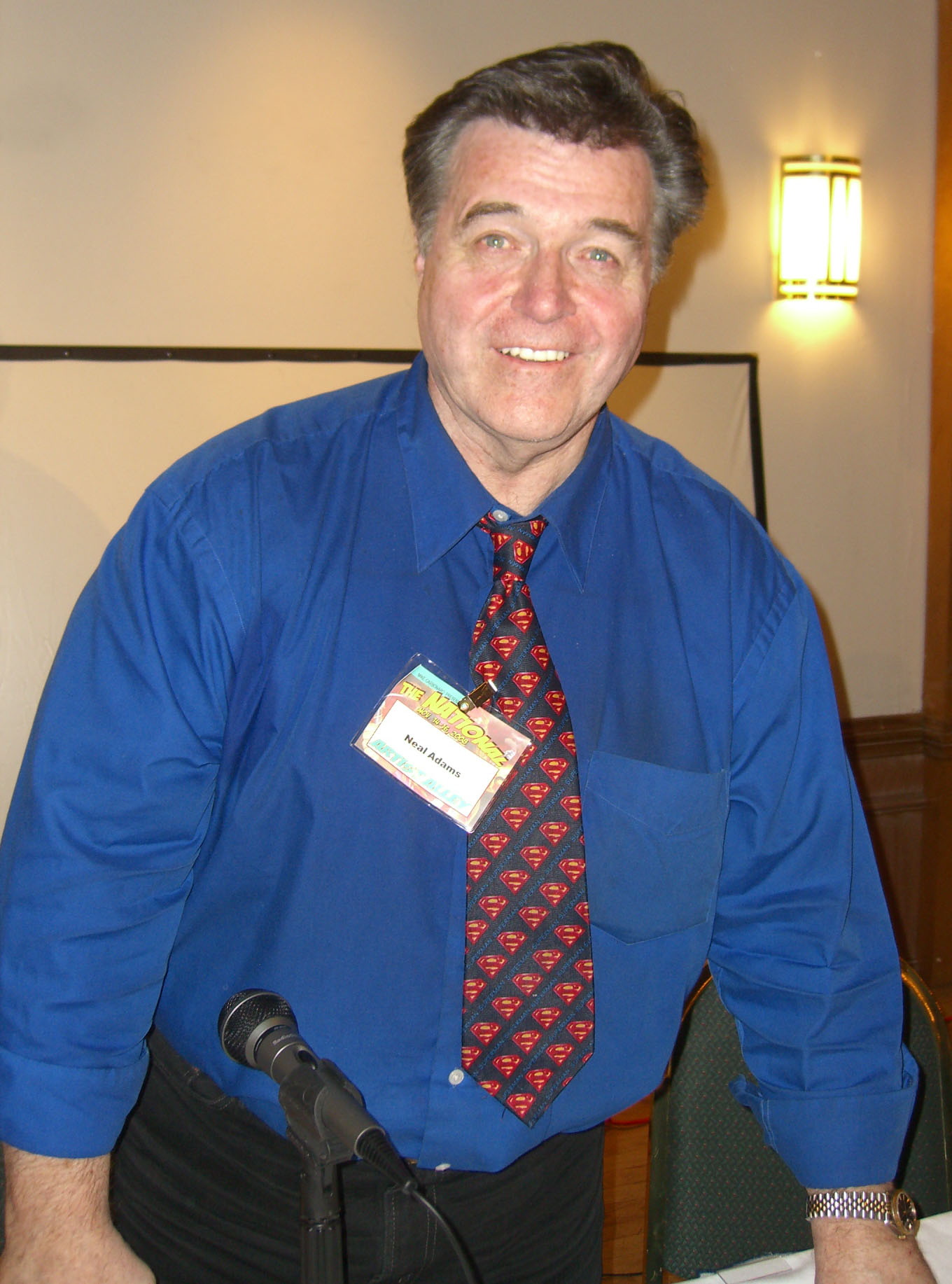
Le dessinateur Neal Adams, en 2008 : son arrivée sur Green Lantern et Green Arrow marque une des possibles fins de l'âge d'argent.

Chronologiquement, l'âge d'argent est suivi par l'âge de bronze des comics, mais la limite entre les deux périodes n'est pas clairement définie. Plusieurs évènements peuvent marquer le passage d'une ère à l'autre, mais c'est surtout les différences marquées dans l'écriture qui distinguent les deux époques, avec l'apparition d'une recherche accrue de réalisme. Parmi les repères possibles, on trouve la publication en 1969 des derniers comics à 12 cents. Différents numéros de Amazing Spider-Man sont également cités : les numéros 96 à 98 de mai à juillet 1971, écrits par Stan Lee et dessinés par Gil Kane, publiés sans le sceau du Comics Code afin de pouvoir faire référence à l'usage des drogues, ce qui était totalement interdit par le CCA, ou bien le numéro 100 d'octobre 1971 le dernier avant l'apparition de Morbius, « le vampire vivant ». La Comics Code Authority avait en effet levé son embargo sur les vampires et autres créatures fantastiques plus tôt dans l'année. L'âge de bronze est en effet caractérisé par la prolifération de comics dont les protagonistes sont des monstres surnaturels, tels Swamp Thing, Werewolf by Night et The Tomb of Dracula. Une autre mode, celle de l'heroic-fantasy, est notamment lancée chez Marvel par Conan le Barbare, dont le premier numéro paraît en octobre 1970, sur des scénarios de Roy Thomas et des dessins de Barry Windsor-Smith. Ce dernier — qui avait débuté en imitant Jack Kirby — développe avec cette série un style personnel très travaillé, et fait alors figure de révélation de l'industrie des comics.
L'historien Will Jacobs situe la fin de l'âge d'argent en avril 1970, lorsque l'homme qui en fut à l'origine, Julius Schwartz, confie Green Lantern (l'un des premiers héros recréés à l'aube de cette période), dont les ventes sont en baisse, à une nouvelle équipe composée du scénariste Denny O'Neil et du dessinateur Neal Adams. Les auteurs décident alors d'associer le personnage à un autre super-héros de DC, Green Arrow, qui partage dès lors la vedette du comic book avec lui. Les scénarios deviennent plus sombres et plus réalistes et adoptent un ton ouvertement politique, les auteurs utilisant les aventures des deux héros comme un biais pour aborder les problèmes sociaux de l'époque. Pour John Strausbaugh, l'évolution de Green Lantern témoigne du passage d'une ère à l'autre : alors qu'il était en 1960 un héros positif, exprimant un optimisme volontaire, il est devenu en 1970 un personnage las et désabusé, dépassé par le monde qui l'entoure, tandis que Green Arrow est transformé en une sorte de porte-parole de la contestation. Dans un épisode publié de 1972, Green Lantern s'exclame : « C'est bien fini, l'époque où j'étais sûr de moi… J'étais si jeune… j'étais tellement certain de ne jamais pouvoir me tromper ! Jeune et arrogant, c'était ça, Green Lantern. Mais j'ai changé. Je suis plus vieux… plus sage, peut-être… et bien moins heureux. » Strausbaugh considère que cette lamentation du super-héros marque la fin de l'âge d'argent.
Le spécialiste Arnold T. Blumberg situe quant à lui la fin de l'âge d'argent en juin 1973, lorsque Gwen Stacy, la petite amie de Spider-Man, est tuée dans le no 121 de Amazing Spider-Man. Cet arc narratif, surnommé par la suite « La mort de Gwen Stacy » (en anglais, The Night Gwen Stacy Died), constitue selon lui « la fin de l'ère de l'innocence ». Il nuance cependant cette affirmation en soulignant le caractère graduel de l'évolution des comics depuis la fin des années 1960, avec le désir (partagé par les créateurs et les éditeurs) d'aborder des thèmes plus matures.
Craig Shutt réfute pour sa part l'idée selon laquelle la mort de Gwen Stacy marquerait la fin de l'âge d'argent. D'après lui, cet évènement symbolique s'est produit alors même que plusieurs modes caractéristiques de l'âge de bronze ont déjà émergé, comme les comics de monstres ou ceux d'heroic fantasy. Shutt juge par ailleurs que l'augmentation du prix des comics ne constitue pas une borne temporelle, et souligne que le passage des prix de 10 à 12 cents, en 1962, n'a pas été accompagné par un changement d'ère. Pour lui, le passage à l'âge de bronze est marqué par le no 102 de Fantastic Four, en septembre 1970 : c'est le dernier auquel collabore Jack Kirby avant de quitter Marvel pour rejoindre DC. Un autre évènement important a lieu le mois précédent avec le départ à la retraite de l'éditeur Mort Weisinger, responsable des titres Superman, après le no 229.
C'est donc non pas avec une crise, mais par une transformation progressive des comics que s'achève l'âge d'argent. L'ère suivante, l'âge de bronze, voit les super-héros s'ancrer davantage dans la réalité, l'essor des éditeurs indépendants issus de la presse underground, la création d'un nouveau système de distribution et le développement des magasins spécialisés en comics, et l'arrivée de jeunes créateurs tels que les scénaristes Gerry Conway, Steve Englehart, Mike Friedrich, Marv Wolfman, Steve Gerber, Don McGregor, Doug Moench et Len Wein, et les dessinateurs John Byrne, Marshall Rogers, P. Craig Russell, et Bernie Wrightson, qui imposent un style de dessin et une écriture plus réalistes.

## Relations avec les autres médias

### Adaptations des personnages de comics

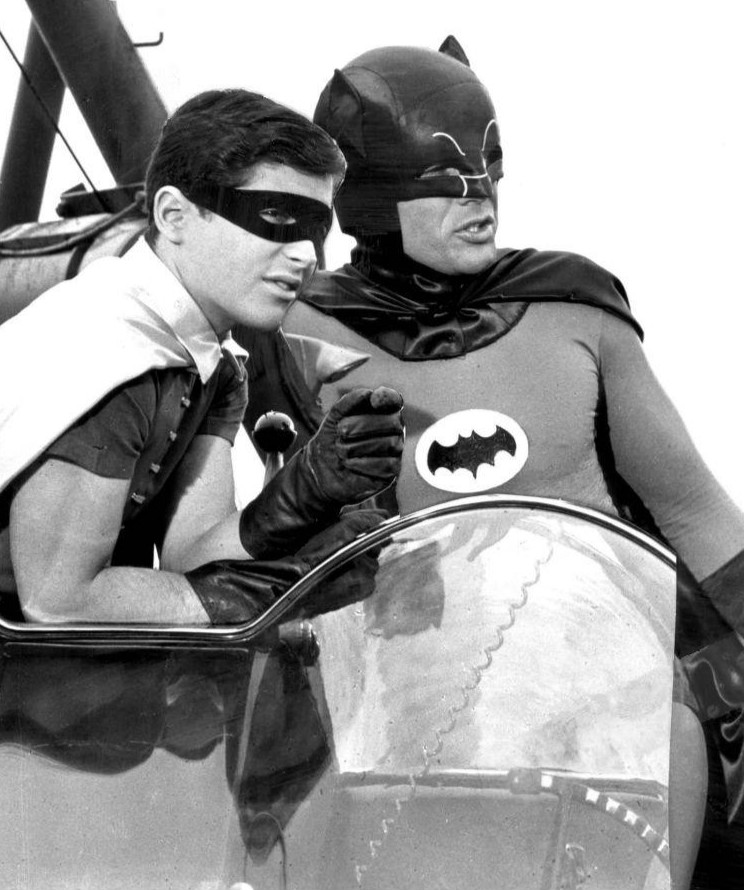
Batman et Robin dans le film de 1966

Comme durant l'âge d'or, les maisons d'édition s'intéressent beaucoup aux autres médias, mais il n'existe presque aucune adaptation de personnage de comics au cinéma durant cette période. En effet, les années 1950 voient la télévision supplanter le cinéma en tant que média de masse, et c'est donc vers ce marché que les éditeurs se tournent : la première série télévisée avec Superman, Les Aventures de Superman, est diffusée entre 1952 et 1958. Le seul film de super-héros réalisé pendant l'âge d'argent est le Batman de 1966, mais il s'agit avant tout d'une adaptation de la série télévisée à succès qui est diffusée pendant trois saisons, de 1966 à 1968. Cette série, au ton humoristique donne de l'univers de Batman une vision volontiers parodique, alors que les auteurs du comics tentent, au même moment, de lui redonner un ton moins enfantin.
De 1966 à 1969, plusieurs séries de dessins animés mettant en scène les personnages de DC Comics sont produites par Filmation et diffusées le samedi matin. En 1967-1968, la série The Superman / Aquaman Hour of Adventure met en scène de nombreux super-héros en plus des deux personnages éponymes, parmi lesquels Hawkman, Green Lantern, The Atom et les Teen Titans. Les personnages de Marvel Comics ont aussi droit à des adaptations en dessin animé. La première série, intitulée The Marvel Super-Heroes, est diffusée de septembre à décembre 1966 et propose de courts épisodes avec Captain America, Hulk, Iron Man, Thor et Namor. L'animation est réduite au minimum : les épisodes sont composés de photocopies de cases de comics où seules les lèvres des personnages sont animées lors des dialogues. Parfois, lors d'un combat, un bras ou une jambe peuvent aussi être retravaillés pour donner l'impression de mouvement. Les Quatre Fantastiques ont droit à leur dessin animé de 1967 à 1968 (Alex Toth travaille sur le graphisme des personnages), de même que Spider-Man de 1967 à 1970.

### Adaptations dans les comics
Dès leurs origines, les comics adaptent des œuvres d'autres médias. Ainsi en 1935, dans le comics New Fun, le roman Ivanhoé est adapté sur plusieurs numéros. Ce type d'adaptation se poursuit durant tout l'âge d'or comme le montrent les adaptations de nouvelles de Ray Bradbury par EC Comics. Celles-ci sont reprises au milieu des années 1960 par l'éditeur Ballantine Books qui publie des recueils de ces histoires en bande dessinée. Ces ouvrages font figure de pionniers en créant un format d'album rééditant des histoires pré-publiées en comic book.
Les films et les séries télévisées sont également l'objet de comics. C'est en publiant des titres adaptés des films à succès, notamment Disney, que Dell Publishing devient et reste le plus gros éditeur de comics de l'âge d'or et de l'âge d'argent. Cette société fait de même avec les séries télévisées, en particulier les westerns, qui connaissent alors un âge d'or sur le petit écran. D'autres séries sont aussi adaptées, comme Star Trek, qui assure à Gold Key Comics des revenus importants alors que la série disparaît des écrans.

## Aspects économiques
Alors que, durant l'âge d'or, les comic books font entre 64 et 96 pages, leur nombre de pages est fortement réduit après-guerre, passant de 64 à 32. Comme les comic books peuvent être des anthologies ou présenter une histoire complète, les éditeurs et les auteurs adaptent le récit à la longueur prévue du comics. Dans le premier cas, le nombre d'histoires courtes constituant l'anthologie est simplement divisé, alors que dans le second cas le récit, qui souvent était présenté en plusieurs chapitres, devient plus continu. Ainsi chez Marvel Comics, Stan Lee abandonne le récit en plusieurs parties à partir du no 15 du comic book Fantastic Four pour présenter une histoire d'un seul tenant. Par ailleurs, à côté de ce format de comics apparaît l'annual, un numéro exceptionnel paraissant une fois par an qui comporte 72 pages, dont 64 de bandes dessinées.
L'âge d'argent est également marqué par une augmentation du prix des comics. Depuis 1933 et l'apparition des premiers comic books, leur prix était toujours resté à 10 cents, même lors des périodes de forte inflation comme après la Seconde Guerre mondiale, mais il devient difficile pour les éditeurs de maintenir ce prix, d'autant que les ventes baissent. La première maison d'édition à sauter le pas de l'augmentation du prix est Dell Comics. Ses comics vedettes comme Walt Disney's Comics and Stories voient leur nombre d'exemplaires vendus divisé par deux entre le début des années 1950 et celui des années 1960, passant de 4 à 2 millions. Or les sociétés qui, comme Disney, sont propriétaires des personnages utilisés dans les comics de Dell, ne diminuent pas le coût des droits d'utilisation, ce qui oblige donc Dell à augmenter le prix de ses comics. En février 1959 apparaît la mention « Still 10 ¢ » (« Toujours 10 cents ») sur les couvertures des comics, laissant craindre une augmentation prochaine qui se concrétise début 1961 avec un passage à 15 cents. Un mois avant cela, DC Comics appose le même message « Still 10 ¢ » sur ses comics, et c'est au tour de Charlton Comics un mois après. Néanmoins, aucune maison d'édition n'imite Dell en augmentant ses prix. Cette hausse ne rapporte d'ailleurs rien à Dell, puisque les enfants se détournent de leurs comics : les ventes de Walt Disney's Comics and Stories sont divisées par 4. Ce n'est qu'en décembre 1961 que DC change le prix de ses comics, qui passent à 12 cents seulement. Dans les mois qui suivent, tous les éditeurs, excepté Dell qui maintient le prix de 15 cents, montent le prix de leurs comics à 12 cents. Ce prix reste ensuite la norme jusqu'à la fin de la décennie, après quoi il passe à 15 cents,.
Le salaire des dessinateurs évolue peu au cours des années. À la fin de l'âge d'or, les scénaristes et les dessinateurs touchent entre 5 et 10 $ la planche. Au milieu des années 1960, la paie moyenne est de 10 $. En revanche, le salaire des coloristes est très faible, puisqu'ils ne touchent que 2 $ par page. C'est pourquoi les dessinateurs délaissent cet aspect du travail pour se consacrer avant tout au dessin, plus lucratif.

## Aspects artistiques

### Scénarios

#### Techniques d'écriture
Les comics de super-héros de l'âge d'argent sont dominés par deux sociétés : DC Comics et Marvel Comics. L'opposition entre les deux maisons n'est pas seulement économique : elle se reflète également dans leurs approches distinctes de la construction d'une histoire. En effet, les responsables éditoriaux de DC insistent sur l'importance de maîtriser le scénario, alors que Stan Lee, responsable de tous les comics Marvel, préfère se focaliser sur les personnages. Dans un cas, l'idée générale de l'histoire semble venir avant le héros, alors que dans le second, c'est le héros qui est à l'origine du récit. Chez DC, Julius Schwartz a l'idée de faire dessiner les couvertures avant l'écriture détaillée du scénario, en décrivant la trame générale au dessinateur. La couverture est donc nécessairement liée à l'aventure racontée dans le comics dont elle met en avant les éléments les plus frappants, autour desquels les scénaristes pourront ensuite broder.

#### La méthode Marvel

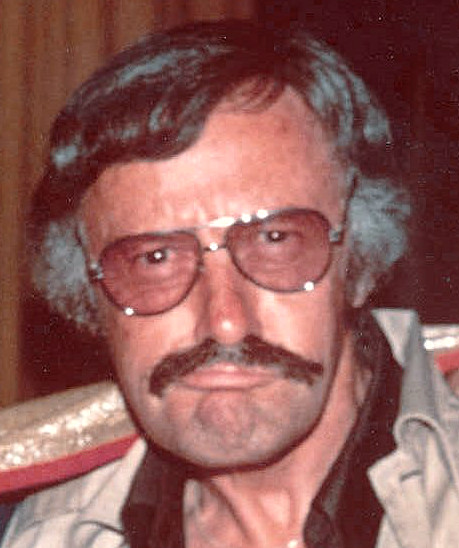
Stan Lee en 1973.

Lorsqu'il commence à créer des comics de super-héros, Stan Lee abandonne les règles non-écrites du genre et innove dans plusieurs domaines. En premier lieu, il fait descendre les super-héros de leur piédestal : malgré leurs super-pouvoirs, ce ne sont que des êtres humains, dont la vie quotidienne est faite des mêmes soucis que les gens « normaux ». Lee contribue également à développer les relations entre personnages au sein d'un univers de fiction partagé : les héros de l'univers Marvel se rencontrent, s'affrontent et s'allient, et les nouveaux développements concernant cet univers sont repris dans tous les comics afin d'être accessibles à tous les lecteurs, quel que soit leur titre de prédilection.
Par ailleurs, comme il est au début des années 1960 le seul scénariste de Marvel, Stan Lee décide de confier aux dessinateur une part importante de l'écriture des comics. Il discute avec eux du synopsis et du dénouement des histoires, et les laisse ensuite libres d'organiser leurs planches comme il le souhaitent. Lee ajoute ensuite les textes dans les récitatifs et phylactères. Cette méthode, qui permet d'obtenir des histoires reposant davantage sur le dynamisme des dessins, est d'autant plus facile à mettre en œuvre que Lee travaille avec des artistes tels que Jack Kirby, Steve Ditko, Wally Wood ou Bill Everett, qui maîtrisent parfaitement l'art du récit dessiné. Les résultats sont cependant plus mitigés avec d'autres, comme Don Heck qui est plus à son aise dans le registre romantique que dans les scènes d'action. Même si le succès des comics Marvel amène Lee à recruter de nouveaux scénaristes, cette méthode de coécriture avec le dessinateur persiste et devient la « méthode Marvel ».

#### Évolutions narratives
En septembre 1961, dans le numéro 123 de Flash, l'épisode Flash of Two Worlds, scénarisé par Gardner Fox, fait se rencontrer le Flash contemporain (Barry Allen) et le Flash dont les aventures paraissaient dans les années 1940 (Jay Garrick). On découvre alors que les deux personnages vivent dans des mondes parallèles l'un à l'autre. Cet épisode, tout en fournissant une explication à l'existence de plusieurs versions des mêmes personnages, apporte à l'univers DC à la fois une cohérence interne et des possibilités scénaristiques. En effet, DC établit par la suite que les super-héros dont les lecteurs ont suivi les aventures dans les comics publiés avant l'âge d'argent vivent sur une Terre parallèle, baptisée Terre-Deux. Les personnages apparus pendant l'âge d'argent, ainsi que ceux qui viendront par la suite, vivent quant à eux sur Terre-Un. Les deux réalités sont séparées par un champ vibratoire pouvant être franchi, ce qui permet d'imaginer des histoires dans lesquelles les super-héros issus des différents mondes se rencontrent et s'entraident. C'est le cas pour les personnages réinventés lors de l'âge d'argent comme Flash ou Green Lantern, mais aussi pour ceux dont les aventures n'avaient jamais cessé de paraître, comme Batman ou Superman qui rencontrent en certaines occasions leurs homonymes du monde parallèle (les personnages de l'âge d'or sont présentés comme plus âgés, puisque leurs aventures ont été publiées plus tôt).
L'âge d'argent s'accompagne d'une évolution progressive des scénarios qui, à la fin des années 1960, s'adressent à un public moins enfantin qu'au début de la décennie. D'emblée, les histoires du nouveau Flash abandonnent l'humour qui caractérisait celles de la précédente version du personnage. Les aventures du nouveau Green Lantern visent quant à elles un lectorat d'adolescents plutôt matures. Les séries mettant en scène Batman, nettement édulcorées dans les années 1950, continuent au contraire de s'adresser à un lectorat très jeune : certains épisodes sont à la limite de la loufoquerie. Vers le milieu des années 1960, cependant, Julius Schwartz s'emploie à redonner à l'univers de Batman un ton plus sérieux.
Sans s'éloigner du style général des histoires de super-héros, les auteurs introduisent diverses innovations qui permettent d'approfondir la psychologie des personnages. Avec Spider-Man, Lee veut créer un personnage avec lequel ses lecteurs pourront directement s'identifier : le super-héros est ici un adolescent, confronté dans sa vie de tous les jours aux problèmes ordinaires de la jeunesse. Avec Iron Man — qui est, au début de la série, confronté à de graves problèmes cardiaques — puis avec Daredevil — qui compense sa cécité grâce à un sixième sens — il combine la figure du super-héros avec le thème du handicap. Les héros de Marvel sont parfois marginaux, voire rejetés par la société, à l'image des X-Men. Cette idée se retrouve également chez DC dans la série Doom Patrol, créée quelques mois avant X-Men. Par ailleurs, l'utilisation de personnages fantaisistes comme ceux de la Doom Patrol, ou comme Metamorpho apparu en 1965 chez DC, permettent aux scénaristes et dessinateurs de certaines séries des innovations narratives et graphiques flirtant parfois avec le surréalisme.
Certains auteurs se permettent des audaces : en février 1967, dans le numéro 353 de Adventure Comics, le jeune scénariste Jim Shooter fait mourir Ferro Lad, membre du groupe de la Légion des Super-Héros. En 1968, Stan Lee lance un comic book mettant en vedette le Surfer d'argent, un personnage apparu quelques mois plus tôt dans Les Quatre fantastiques. Lee ambitionne, avec cette série dessinée par John Buscema, de s'adresser à un lectorat plus mature, et donne aux récits un ton volontiers philosophique. Cette tentative ne remporte cependant pas à l'époque un grand succès commercial, et la série s'arrête au bout de dix-huit épisodes.

#### Cartouches et phylactères
DC et Marvel se distinguent également par leur usage des récitatifs. Chez DC, c'est un moyen pour le narrateur omniscient de raconter l'histoire, sous l'influence de la littérature de science-fiction (les scénaristes John Broome ou Otto Binder sont également écrivains) tandis que chez Marvel, ils permettent au scénariste lui-même de dialoguer directement avec le lecteur. Stan Lee cherche ainsi à créer une relation amicale entre lecteurs et auteurs.
Les dialogues, parfois grandiloquents, ne brillent guère par leurs qualités littéraires ; les propos des personnages servent trop souvent à expliquer ce qui est en fait déjà visible dans le cadre. Les phylactères utilisés pour les pensées des personnages ont le même rôle : ils répètent des informations déjà présentes dans le dessin. Il leur arrive néanmoins d'apporter des informations complémentaires, en servant de contre-point au discours. Certaines cases sont croisées avec la forme habituelle de la bulle de pensée pour introduire un flashback. La case introduisant ce retour en arrière n'a pas un cadre tracé à la règle : elle est bordée par une suite de demi-cercles qui rappellent ceux utilisés pour les bulles de pensées.

### Dessins

#### Styles

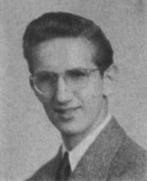
Steve Ditko, l'un des créateurs de Spider-man et Docteur Strange, photographié en 1945.

L'identité des deux maisons d'éditions passe également par leur style artistique. DC est symbolisée par le style élégant de Gil Kane, qui est adopté par les autres dessinateurs de la maison, avec des dessins très clairs et au service du scénario. Chez Marvel, les dessinateurs sont invités à imiter le style énergique de Jack Kirby, bien que certains puissent imprimer leur propre personnalité, comme Steve Ditko dont le dessin plus anguleux est apprécié. Le trait de Kirby est assez grossier au début des années 1960, alors qu'il doit illustrer un grand nombre de séries à la fois : dans la seconde moitié de la décennie, il se concentre sur un nombre plus réduit de comics et peut alors développer un style rempli d'effets spectaculaires, dont certains aspects sont parfois comparés au pop art. Dans les aventures des Quatre fantastiques comme dans celles de Thor, il met en scène un univers de science-fiction aux décors très travaillés.
Outre ses illustrations pour Spider-Man, Ditko se fait remarquer avec les univers surréalistes qu'il imagine pour la série Docteur Strange, créée en 1963 : du fait de ses images « psychédéliques », ce comics est à l'époque considéré comme très novateur par divers jeunes auteurs de comics underground. Il a même été jugé comme relevant de la contre-culture, alors que Steve Ditko — homme de droite — et Stan Lee en sont très éloignés.
À la fin de l'âge d'argent, des dessinateurs tels que Jim Steranko, Neal Adams ou Gene Colan se libèrent du cadre traditionnel et choisissent un art plus expressif. Ils s'inspirent également d'autres formes d'art : Adams met des touches de naturalisme dans son dessin, tandis que Steranko y intègre du pop art, du surréalisme et des éléments de design graphique. Le style volontiers tourmenté d'Adams est notamment remarqué dans la série Deadman, publiée par DC, et celui de Steranko avec Nick Fury, chez Marvel.

#### Mises en page
La composition des cases reste longtemps inchangée par rapport à l'âge d'or, en représentant l'action à hauteur d'homme, pour faire du lecteur un témoin de la scène. Petit à petit, les dessinateurs inventent de nouvelles façons de dépeindre l'action. Les plongées et contre-plongées deviennent plus fréquentes, et les dessinateurs adoptent un style plus expressif, en particulier chez Marvel. Jack Kirby abandonne le formalisme du gaufrier pour insérer des pleines pages dans ses récits, parfois construites à partir de photographies découpées dans des magazines qui constituent le décor où il place ensuite ses personnages.
Certaines conventions de styles sont implicitement établies sur les titres de l'âge d'argent. Par exemple, il est fréquent que la première page (appelée « splash page ») serve de seconde couverture, donnant un avant-goût de ce qu'il va se passer dans l'épisode. La plupart des histoires commencent donc à la page deux. La couverture proprement dite a bien sûr pour but d'attirer le lecteur, en mettant en avant les éléments les plus frappants de l'histoire.

### Crédit des auteurs
Chez DC comme chez Marvel, les auteurs travaillent sous l'autorité d'un directeur de la publication. Ce poste éditorial, créé pendant l'âge d'or, est occupé par un auteur particulier, chargé d'indiquer aux autres dessinateurs et scénaristes le thème général de chaque épisode. Cette omnipotence du responsable éditorial s'érode néanmoins peu à peu dès la première moitié des années 1960, quand Stan Lee décide de créditer toutes les personnes ayant participé à la création d'un comics, ce qui donne davantage d'importance aux scénaristes, dont le travail était jusqu'alors méconnu.
DC est en retard par rapport à Marvel en ce qui concerne le crédit des auteurs. Les histoires de Batman continuent ainsi d'être attribuées à Bob Kane alors même que ce dernier n'y contribue plus depuis plusieurs années. Ce n'est qu'en 1964 que Carmine Infantino, qui dessine alors Batman dans le titre Detective Comics, obtient, grâce au soutien de Julius Schwartz, de signer la série en lieu et place de Bob Kane. Le crédit des auteurs de DC dépend de la politique suivie par les responsables éditoriaux des différents titres : contrairement à Schwartz, Mort Weisinger est très réticent à citer les scénaristes et dessinateurs des comic-books consacrés à Superman, qu'il ne commence à créditer occasionnellement qu'en 1967. Les auteurs des aventures de Superman doivent attendre son départ à la retraite en 1970 pour être systématiquement autorisés à signer leur travail.
À la fin de la période, scénaristes et dessinateurs bénéficient d'une plus grande reconnaissance. Cependant — et conformément à la jurisprudence en vigueur aux États-Unis — ils ne perçoivent pas de droits d'auteurs sur les histoires ou les personnages qu'ils créent, lesquels demeurent la propriété des maisons d'édition. Cet état de fait — particulièrement dans le cas de la « méthode Marvel » où les dessinateurs prennent une part très active à l'élaboration des histoires, sans être pour autant reconnus en tant que co-scénaristes — aboutit à des brouilles et des litiges : Jack Kirby, dessinateur vedette de Marvel, travaille ainsi sans contrat et ne reçoit aucune compensation financière quand ses dessins sont reproduits tels quels dans les adaptations animées. Sa frustration finit par l'amener, en 1970, à quitter Marvel. Par la suite, il revendique la paternité de l'ensemble des histoires qu'il a illustrées, tout en entamant une bataille légale avec son ancien éditeur pour obtenir la restitution de ses planches originales.

## Relation avec les lecteurs
Contrastant avec ceux des périodes précédentes, les personnages de l'âge d'argent sont « imparfaits et doutent d'eux-même » et cela est surtout visible dans les comics publiés par Marvel Comics où les faiblesses des héros permettent aux lecteurs de facilement s'identifier à eux. De plus, Stan Lee organise une politique éditoriale qui s'adresse aux lecteurs : il choisit de promouvoir les dessinateurs qui participent à la création de ces histoires, il s'adresse au lecteur dans certains phylactères et propose des conférences dans les universités. Le lecteur devient ainsi membre d'une communauté constituée autour des comics Marvel et celle-ci s'officialise en février 1965 lorsque Stan Lee crée le fan club la M.M.M.S (acronyme pour Merry Marvel Marching Society) qui en 1969 devient la Marvelmania International. Stan Lee, en agissant ainsi, innove moins qu'il ne développe des idées préexistantes. EC Comics, dans les années 1950, avait été le premier éditeur à créer un fan-club, The EC Fan-Addict Club. Dans les pulps publiés par Hugo Gernsback et les comics de DC Comics, le courrier des lecteurs n'est plus anonyme, ce qui permet de créer des réseaux de fans. Enfin, certains éditeurs, comme Charlton Comics, organisent des concours d'écritures qui participent de l'interactivité entre l'éditeur et le lecteur.
Diverses séries de super-héros se veulent en outre des reflets, non seulement des préoccupations, mais également des références culturelles de leur lectorat : la série Les Jeunes Titans, chez DC, a ainsi pour protagonistes une équipe de héros adolescents et multiplie les allusions, parfois appuyées, à la culture « jeune » de l'époque.

## Aspects idéologiques et sociétaux
Lorsque les auteurs de DC Comics recréent dans cet âge d'argent les super-héros de l'âge d'or, ceux-ci ont cette fois des pouvoirs d'origine scientifique, qu'il s'agisse d'un objet extra-terrestre (Green Lantern) ou des conséquences d'une expérience scientifique (Flash, The Atom). Cette caractéristique reflète l'importance grandissante de la science dans la société américaine, qui connaît déjà la bombe atomique et qui s'apprête à entrer dans l'ère de la conquête spatiale. De plus, selon le critique Chris Knowles, ces nouveaux héros DC incarnent une forme du rêve américain dans laquelle le monde est ordonné et peut être compris, voire maîtrisé. Ils ont toute leur place dans une Amérique où l'État fédéral est puissant et la classe moyenne prospère. Ces héros apparus à la fin des années 1950 ne contestent pas le capitalisme : ils sont au service du complexe militaro-industriel, et contrairement à leurs prédécesseurs des années 1940, leurs adversaires ne sont jamais issus du milieu des affaires. Pendant les premières années de l'âge d'argent, les comics DC continuent de proposer des personnages forts, optimistes et tournés vers l'avenir. C'est principalement Marvel qui, au début de la période, innove sur ce point en dépeignant des personnages enclins au doute.
Les comics de l'âge d'argent abordent aussi la lutte contre le communisme. Alors que durant l'âge d'or, les héros combattaient les nazies et leurs alliés japonais, ils défendent à présent le monde libre contre la menace soviétique. Les comics sont également utilisés par des organisations politiques et religieuses pour la lutte contre le communisme. Dès la fin de la Seconde Guerre mondiale, le FBI et l'Église catholique publient des bandes dessinées comme Is This Tomorrow ? America Under Communism (1947). Les Églises protestantes ne sont pas en reste avec des titres tels que Two Faces of Communism (1961) publié par la Christian Anti-Communist Crusade de Fred Schwarz et distribué dans les temples. Le contexte de la guerre froide est particulièrement présent chez Marvel, où l'espionnage joue régulièrement un rôle important. Ainsi, la naissance de Hulk est due à la trahison d'un agent soviétique, et Iron Man, dont l'origine est directement liée à la guerre du Viêt Nam, affronte souvent des espions ou des super-vilains communistes. Cependant, cette tendance concerne surtout les épisodes parus au début des années 1960 : c'est principalement par convention que Stan Lee utilise des méchants communistes et, dans le courant de la décennie, il abandonne peu à peu ces personnages en privilégiant un relatif apolitisme. Les ennemis communistes de Thor ou Hulk disparaissent assez vite, Iron Man restant longtemps une exception en la matière. Spider-Man n'a, quant à lui, que très peu d'adversaires communistes. À mesure que l'opinion publique américaine — notamment celle de la jeunesse — évolue avec l'opposition à la guerre du Viêt Nam, les comics continuent de présenter la guerre froide avec manichéisme : la décennie 1960 s'accompagne cependant d'une évolution à ce sujet, fût-ce avec plusieurs années de retard. Iron Man reste longtemps lié au complexe militaro-industriel, au sein duquel travaille son alter-ego Tony Stark, mais Stan Lee, qui est lui-même libéral au sens américain du terme — c'est-à-dire de gauche — en arrive à concevoir le personnage comme une sorte d'anti-héros. Bien que les comics grand public expriment encore, au début des années 1960, un message globalement conservateur, des personnages comme Spider-Man sont considérés par les jeunes lecteurs de l'époque comme des symboles « anti-establishment », du fait de leur caractère marginal.
Les héros des comics sont toujours blancs et, dans leur grande majorité, des hommes. Les super-héroïnes restent aussi rares que pendant l'âge d'or et — à quelques exceptions près comme Wonder Woman — elles sont le plus souvent des copies d'équivalents masculins : Supergirl est ainsi une version féminine de Superman. Les personnages noirs sont rares pendant l'essentiel de l'âge d'argent, et le mouvement afro-américain des droits civiques ne se reflète presque pas dans les comics. Marvel montre cependant une avance en la matière sur DC, en créant Gabe Jones, un coéquipier noir de Nick Fury. Ce n'est que dans la deuxième moitié des années 1960 que la situation commence réellement à changer, avec notamment l'apparition, en 1966, du premier super-héros noir : c'est la Panthère noire, créé par Stan Lee et Jack Kirby dans le no 52 de la série des Quatre Fantastiques. Cet épisode n'évoque pas les tensions raciales, puisque le prince africain T'Challa vit dans un contexte qui n'a rien de commun avec celui que connaissent les Noirs américains. La création du personnage est cependant un signe de la prise en compte progressive de la population noire. Marvel donne également de la visibilité à d'autres minorités ethniques : Lee crée à la même époque Wyatt Wingfoot, ami améridien de La Torche humaine, qui épaule parfois les Quatre Fantastiques dans leurs aventures. En 1967, Lee fait apparaître Joe Robertson, rédacteur adjoint noir du Daily Bugle, le journal où travaille Peter Parker alias Spider-Man. En 1968, les tensions entre Noirs et Blancs sont en outre évoquées dans un épisode de The Amazing Spider-Man mais le conflit est rapidement expédié. De tels épisodes sont cependant de plus en plus fréquents et montrent une sensibilité des auteurs aux changements qui affectent la société. C'est l'un des signes de la fin progressive de l'âge d'argent, auquel succède l'âge de bronze.
Si un Noir peut être un personnage secondaire d'une série, il est en revanche encore impossible à l'époque qu'il en soit le héros. Le seul contre-exemple est Lobo, une série de western créée en décembre 1965 par Don Arneson au scénario et Tony Tallarico au dessin, et qui apparaît dans le comics homonyme publié par Dell Comics. Deux numéros seulement sont commercialisés. En effet, 90 % des exemplaires du premier numéro sont retournés comme invendus à Dell mais sans même avoir été sortis des cartons. Les vendeurs, voyant un héros noir sur la couverture, n'avaient même pas voulu présenter le titre. Néanmoins, les X-Men, créés en 1963 par Lee et Kirby, font en partie écho à la lutte des minorités pour leurs droits. Cette équipe rassemble des super-héros qui sont détestés pour ce qu'ils sont, à savoir des mutants. C'est l'occasion pour Marvel de dénoncer le racisme et d'ouvrir la voie à une nouvelle façon de voir les comics de super-héros, qui peuvent aborder des sujets sérieux et contemporains au-delà des combats entre gentils et méchants.
Cette prise en compte des problèmes et des évolutions de la société est de plus en plus importante durant la période suivante, baptisée âge de bronze des comics. Pendant la période incertaine qui voit la fin de l'âge d'argent et le début de l'âge de bronze, une histoire de Spider-Man (numéros 96 à 98, mai-juillet 1971), écrite à la demande du Département de la Santé, aborde le problème de la toxicomanie. L'épisode concerné paraît sans l'aval du Comics Code, qui prohibe à l'époque la représentation des drogues : Marvel, conscient de la publicité que peut générer ce comic book, préfère passer outre, et le Comics Code revoit ensuite sa règlementation en conséquence.
Les séries expriment davantage de préoccupations sociales et les personnages se sentent concernés par le monde qui les entoure. Green Lantern et Green Arrow, sous la plume de Denny O'Neil et Neal Adams, voyagent à partir d'avril 1970 dans une Amérique où sévissent le racisme, le rejet de l'autre, la pollution, etc. Les deux personnages symbolisent d'ailleurs les divergences d'opinion au sein de la société américaine, Green Lantern exprimant un point de vue plutôt conservateur et Green Arrow — auquel les scénarios d'O'Neil donnent d'ailleurs systématiquement le dernier mot — un point de vue progressiste, voire contestataire. À partir de 1972, Marvel publie Luke Cage, Hero for Hire, première série mettant en vedette un super-héros noir. Nouveaux héros, nouveaux thèmes et nouveaux auteurs imposent alors un nouvel âge des comics.